# یهودا و مسیح سیاه
یهودا و مسیح سیاه (انگلیسی: Judas and the Black Messiah) فیلمی آمریکایی در ژانر زندگی‌نامه‌ای و درام است.
داستان فیلم در مورد خیانت به فرد همپتون (با بازیگری دنیل کالویا) رئیس بخش ایلینوی حزب پلنگ سیاه توسط خبرچین اداره تحقیقات فدرال ویلیام اونیل (با بازیگری کیت استنفیلد) در دهه ۱۹۶۰ شیکاگو است.